# Mecicobothrium baccai
Mecicobothrium baccai är en spindelart som beskrevs av Lucas et al. 2006. Mecicobothrium baccai ingår i släktet Mecicobothrium och familjen Mecicobothriidae. Inga underarter finns listade i Catalogue of Life.